# NGC 6014
NGC 6014 је лентикуларна галаксија у сазвежђу Змија која се налази на NGC листи објеката дубоког неба.
Деклинација објекта је + 5° 55' 54" а ректасцензија 15h 55m 57,5s. Привидна величина (магнитуда) објекта NGC 6014 износи 12,5 а фотографска магнитуда 13,5. NGC 6014 је још познат и под ознакама IC 4586, UGC 10091, MCG 1-41-2, CGCG 51-7, IRAS 15535+0604, PGC 56413.